# Lorenzo Imperiali
Lorenzo Imperiali (né le 21 février 1612 à Gênes, alors dans la république de Gênes et mort le 21 septembre 1673 à Rome) est un cardinal italien du XVIIe siècle. Il est l'oncle du cardinal Giuseppe Renato Imperiali (1690) et l'arrière-arrière-grand-oncle des cardinaux Giuseppe Spinelli (1735) et Cosimo Imperiali (1753).

## Biographie
Imperiali est vice-légat à Bologne et gouverneur des villes de Fano et Ascoli Piceno. Il est clerc de la chambre apostolique et gouverneur de la province du patrimoine de saint Pierre et de l'État de Castro. En 1653-1654 et en 1660-1662, il est gouverneur de Rome.
Le pape Innocent X le crée cardinal in pectore lors du consistoire du 19 février 1652. Sa création est publiée le 2 mars 1654.
Imperiali est légat dans les Marches et participe au conclave de 1655 (élection d'Alexandre VII), au conclave de 1667 (élection de Clément IX) et à celui de 1669-1670 (élection d'Innocent XI).

## Sources
- Fiche du cardinal sur le site fiu.edu